# Lebensraum

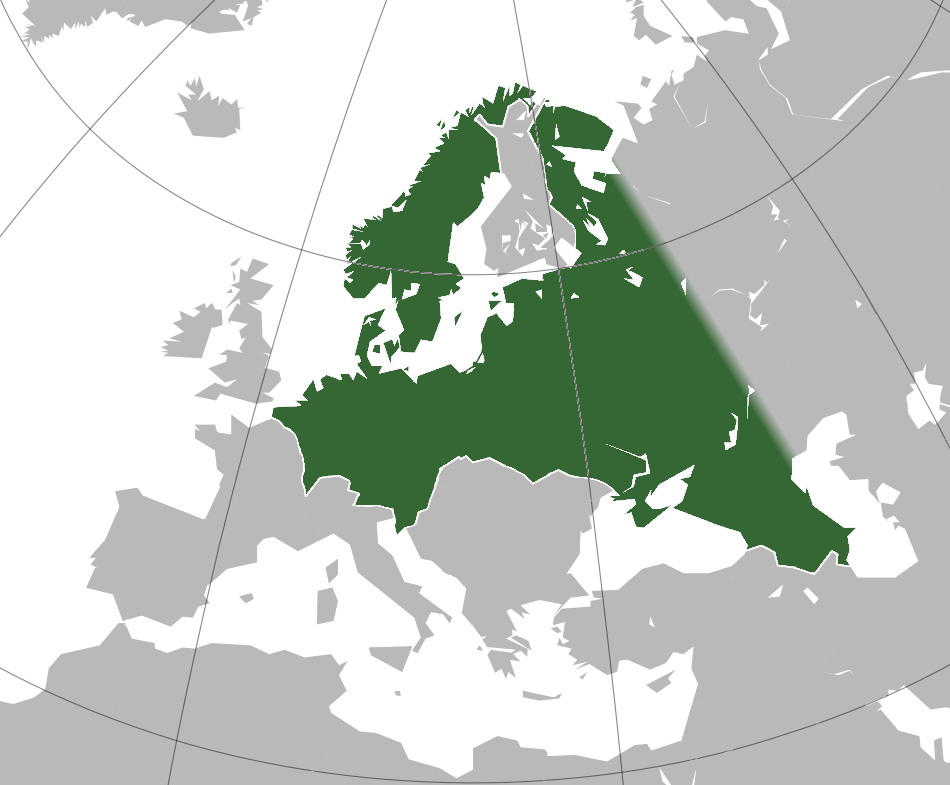
Mapa planowanej ekspansji Wielkiej Rzeszy Niemieckiej w ramach Generalnego Planu Wschód

Lebensraum (z niem. przestrzeń życiowa) – niemieckie określenie wyrażające przekonanie że Niemcy są przeludnione i ich mieszkańcom brakuje niezbędnej do życia przestrzeni, co jakoby usprawiedliwiać miało terytorialną ekspansję i ludobójstwa.
Doktryna ta zawierała koncepcje rasistowskie, nacjonalistyczne i szowinistyczne.

## Ideologia
Termin pojawił się w XIX w. (zwłaszcza po 1870 r. w publicystyce uzasadniającej roszczenia terytorialne); Friedrich Ratzel wprowadził go do geografii politycznej, Karl Haushofer z uczniami nadali mu podstawowe znaczenie w geopolityce; szeroki rozgłos zyskał po 1926 r. dzięki powieści Hansa Grimma Volk ohne Raum (Naród bez przestrzeni).
Projekty i pierwsze programy osadnictwa Niemców na wschodzie Europy kosztem wypędzeń rodzimych populacji rozpoczęto w Niemczech już podczas I wojny światowej (np. koncepcja Mitteleuropa). Później z idei Lebensraum naziści wywiedli jako cel zdobycie dla Rzeszy terenów po Ural, gdzie po zwycięskiej wojnie miano osiedlić ludzi „krwi czysto nordyckiej”.